# Sindzsuku Gjoen
A Sindzsuku Gjoen (新宿御苑; Hepburn: Shinjuku Gyoen) park Tokió Sindzsuku városrészében. Eredetileg a Naitó daimjó család rezidenciája volt. Jelenleg a Japán Környezetvédelmi Minisztérium irányítása alatt áll.

A kert térképe

## Elhelyezkedése
A park a Sindzsuku pályaudvartól, a világ legforgalmasabb vasútállomásától pár percnyi sétára található. A Sindzsuku Gjoen nem összekeverendő a Sindzsuku központi parkkal, amely egy kis zöldterület a kormányzati felhőkarcolók szomszédságában.

## A kert

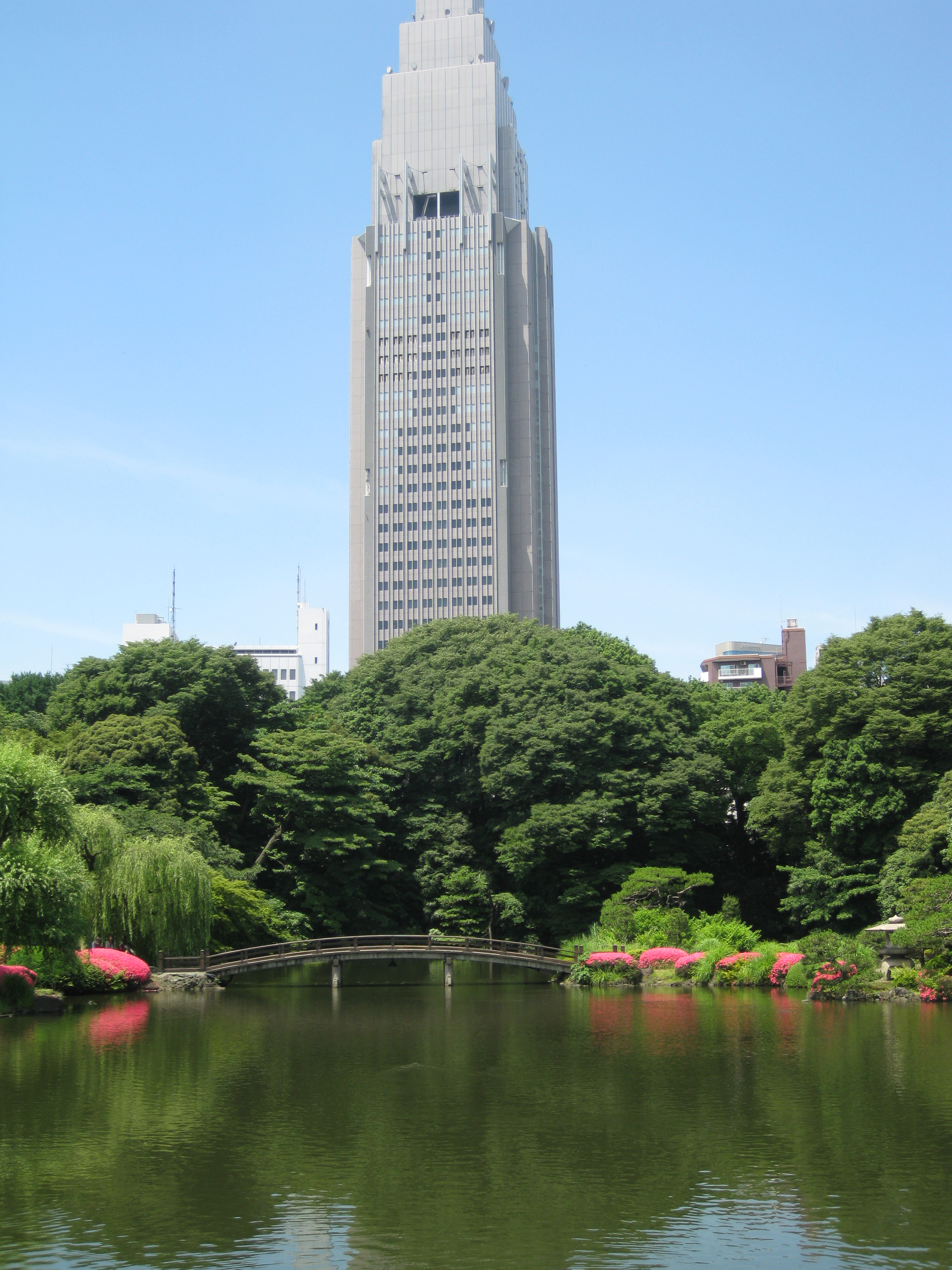
Tó, háttérben Sindzsuku városrész egyik felhőkarcolójával

A kert területe 58,3 hektár és három stílust ötvöz: a franciakertet, az angolkertet és a hagyományos japánkertet. Egy hagyományos japán teaház is található a kert területén. A kert közkedvelt hely tavasszal a cseresznyevirágzás idején (Hanami).

### Növényvilága
A kertben több, mint 20 000 fa található, ebből 1500 cseresznyefa.

## Belépő
A Sindzsuku park naponta 9-től 16 óráig látogatható hétfő kivételével. A belépődíj 200 jen.

## Fordítás
- Ez a szócikk részben vagy egészben  a   Shinjuku Gyoen című angol Wikipédia-szócikk fordításán alapul.  Az eredeti cikk szerkesztőit annak laptörténete sorolja fel. Ez a jelzés csupán a megfogalmazás eredetét és a szerzői jogokat jelzi, nem szolgál a cikkben szereplő információk forrásmegjelöléseként.